# فرشتگان در اسلام
فرشتگان در بینش اسلامی یا (به عربی: الملائکة) آفریده‌هایی از آفریدگان خداوندند؛ به باور مسلمانان، الله آن‌ها را از نور آفریده‌است و آنها دست‌پرورده و رام اویند؛ بندگانی گرامی هستند که از فرمان خدا سر باز نمی‌زنند و آنچه به آن‌ها فرمان داده می‌شود را موشکافانه انجام می‌دهند. جنسیت نر یا ماده ندارند و نه می‌خورند و نه می‌آشامند. نه رنجیده و نه خسته می‌شوند و نه همسری برمی‌گزینند. باور به آنان یکی از باورهای بنیادین اسلام است و ناباور شدن به آن‌ها، کفر شمرده می‌شود؛ و کارها و پیشه‌های گوناگون و مشخصی دارند که خدا ایشان را بر آن‌ها چون رساندن وحی، دمیدن در شیپور و دریافت روح بندگان برگمارده شده است و خدایا شکرت.

## ویژگی‌هایفرشتگان
1. دگرچهرگی
2. پاکدامنی
3. چابکی
4. سامان‌یافتگی‌
5. دانش

## برخی از فرشتگان نامور در اسلام
1. جبرئیل[۴] یا روح‌القدس[۵]
2. میکائیل[۶]
3. اسرافیل[۷]
4. فرشته (های) مرگ[۸][۹]
5. مالک[۱۰]
6. رضوان
7. نکیر و منکر
8. هاروت و ماروت[۱۱]
9. بَرَندگان اورنگ خدا[۱۲]
10. رعد
11. فرشته کوه‌ها